# Mauser C96
Mauser C96 je jedna z prvních samonabíjecích pistolí. C96 byla vyráběna buď licenčně nebo bez povolení jinými výrobci, a při tom částečně rozvíjena a vylepšována. Po počáteční konstrukci moderní automatické pistole 1893 začali bratři Fidel, Friedrich a Josef Feederle pracovat na vlastním modelu pro zbrojovku Mauser, a to bez vědomí a souhlasu svých nadřízených. Zbraň byla nicméně již v roce 1896 uvedena na trh.

## Konstrukce
Využívá energii zpětného rázu s krátkým pohybem hlavně. Uzamčení bylo prováděno pomocí kývavé závory. Schránka na náboje se nachází v přední části lučíku a je plněna shora nábojovými pásky. Hledí pistole bylo stavitelné, existovaly varianty ocejchované do 500, 700 a 1000 metrů. Zajímavostí je signalizace vystřelení posledního náboje, podavač zásobníku zadržel závěr v otevřené poloze (tzv. střelecká pohotovost. S modelem 1930 zavedl Mauser výměnné zásobníky o různé kapacitě. Model 1932 byl schopen automatické střelby. Pouzdro této zbraně může být použito u všech modelů jako pažba.
C96 byla vyráběna s různými délkami hlavně, různými kapacitami zásobníku a v různých rážích. Obě dvě původní varianty ráže 7,63 × 25 mm měly hlavně od 8 do 13 cm délky a šesti nebo desetiranný zásobník.
Po válce byla firma Mauser v důsledku poválečných omezení nucena vyrábět pouze policejní vzory pistolí. Pistole Mauser byly dodávány do mnoha zemí světa, v Sovětském svazu byla pistole zavedena do výzbroje před přijetím pistole Tokarev TT-33. Náboj 7,62 × 25 mm Tokarev je vlastně kopií náboje 7,63 × 25 mm Mauser. Lze nalézt i označení BOLO (Bolschevik Ordonance) - těmito pistolemi byla vyzbrojena nechvalně proslulá Čeka.
V roce 1932 se začala vyrábět nová verze pistole Mauser s označením model 1932, oproti původní verzi dokáže tato pistole střílet i v plně automatickém režimu – dávkou. To se samozřejmě podepsalo na přesnosti zásahu. Náboje se už nenabíjejí do schránky shora nábojovým páskem, ale nabíjí se za pomocí zásobníku s 10 nebo 20 náboji. Tato verze je taky označována jako model 712.

## Služba
Na počátku 20. století vypsalo vedení císařské armády zakázku na standardní pistoli. Zvítězila ale slavná pistole P-08 vyvinutá Georgem Lugerem. Model C96 znamenal ale pro zbrojovku Mauser obrovský komerční úspěch. Tato zbraň dosahovala v prodeji vysokých čísel: byla dodávána ve velkých počtech do zemí, jako je Turecko, Mexiko a Čína, a tam byla také uvedena do výzbroje těchto armád. Nejslavnějším majitelem C96 byl později ministerský předseda Winston Churchill, který se s touto pistolí zúčastnil mimo jiné války v Súdánu a búrské války. V roce 1920 byly některé C96 prodány do Číny a vyráběny pod licencí Shan-Si Arsenal. Měly ráži .45 ACP. Tyto modely jsou kvůli použité munici širší a tak okamžitě rozeznatelné.
Během první světové války byly dodávány také německým jednotkám, ale pouze modely, které byly převedeny na standardní náboj 9 mm Parabellum. Aby se předešlo záměně s C96 v ráži 7,63 mm, jsou označovány červenou číslicí 9 na rukojeti. Mauser C96 byly také rozšířeny v Rusku, kde byly používány zejména vojsky bolševiků. Oblíbenost této zbraně u Rudých gard dokládají oslavná slova v básních ruských básníků.
Také v druhé světové válce byly ve Wehrmachtu používány různé typy této zbraně. Zvláštní oblibu si získaly u řidičů vojenské techniky a vojáků v oddílech pro boj v týlu nepřítele. Ve Waffen SS se často používala verze rychlopalné samonabíjecí pistole - Schnellfeuer-Selbstladepistole C 96/M 30.

## Uživatelé
- Císařství dynastie Qing
- Rakousko-Uhersko
- Brazílie
- Dánsko
- Finsko: použita ve Finské občanské válce a ve druhé světové válce
- Německé císařství: Armáda převzala 137 000 kusů verze "Rote 9" během první světové války
- Korejské císařství
- Italské království: 5000 kusů zakoupeno od Německa v roce 1899 pro potřeby námořnictva
- Německo: 8000 rychlopalných modelů dodáno pro Luftwaffe. Dále dodána tisícovka španělské výroby Astra Model 900.
- Osmanská říše: 1000 kusů od Německa v roce 1896
- Portugalsko
- Čína: používal Kuomintang, komunisté a bojovníci vojenských klik
- Korea
- Španělsko
- Sovětský svaz: "Bolo" verze pořízena od Německa v roce 1920.
- Velká Británie: Mnoho kusů získáno soukromě britskými důstojníky během 1. světové války
- Indonésie
- Malajsie
- Filipíny: používána filipínským odbojem během 2. sv. války
- Polsko

## Galerie

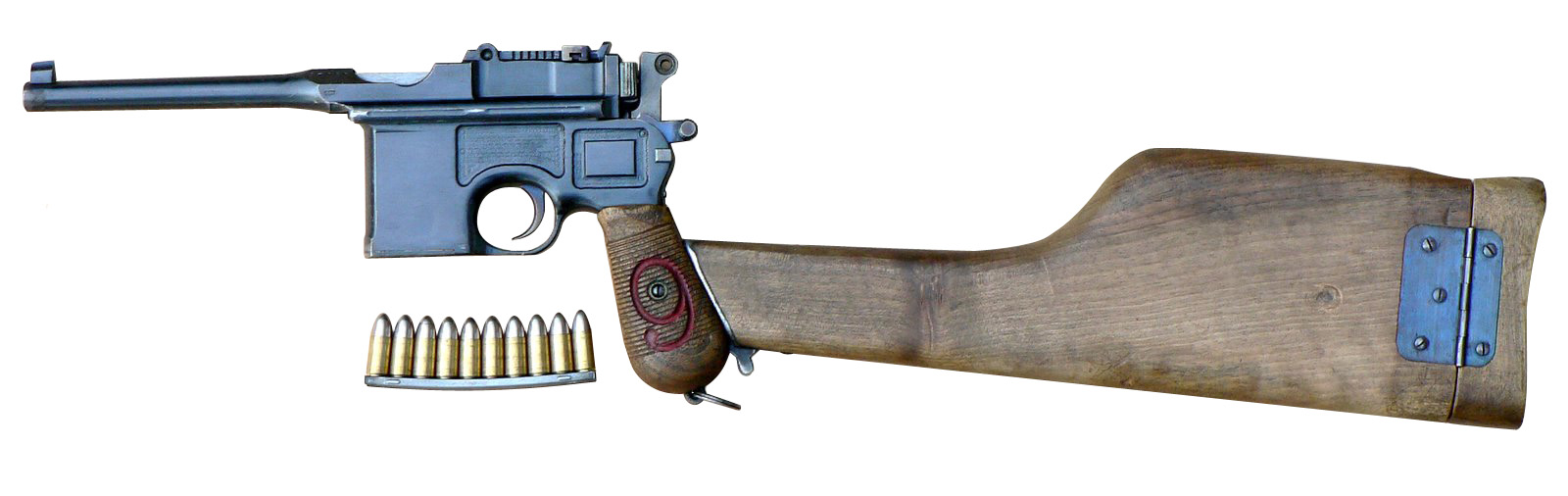
Mauser C96 M1916 "Rote 9"
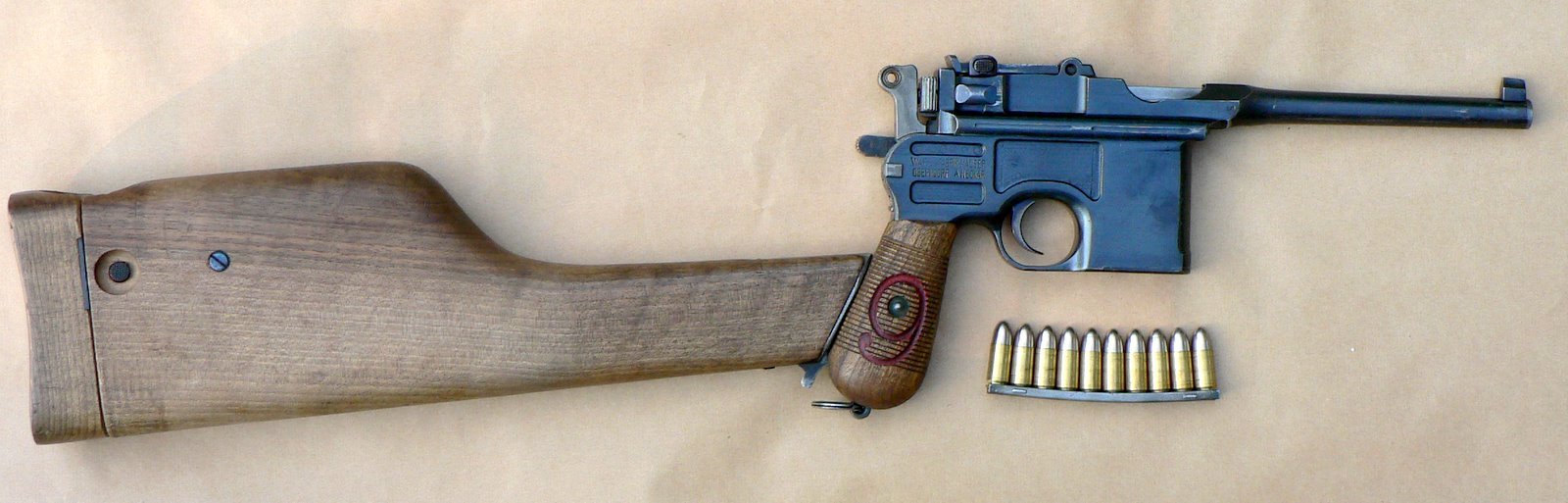
Mauser C96 M1916 "Rote 9"
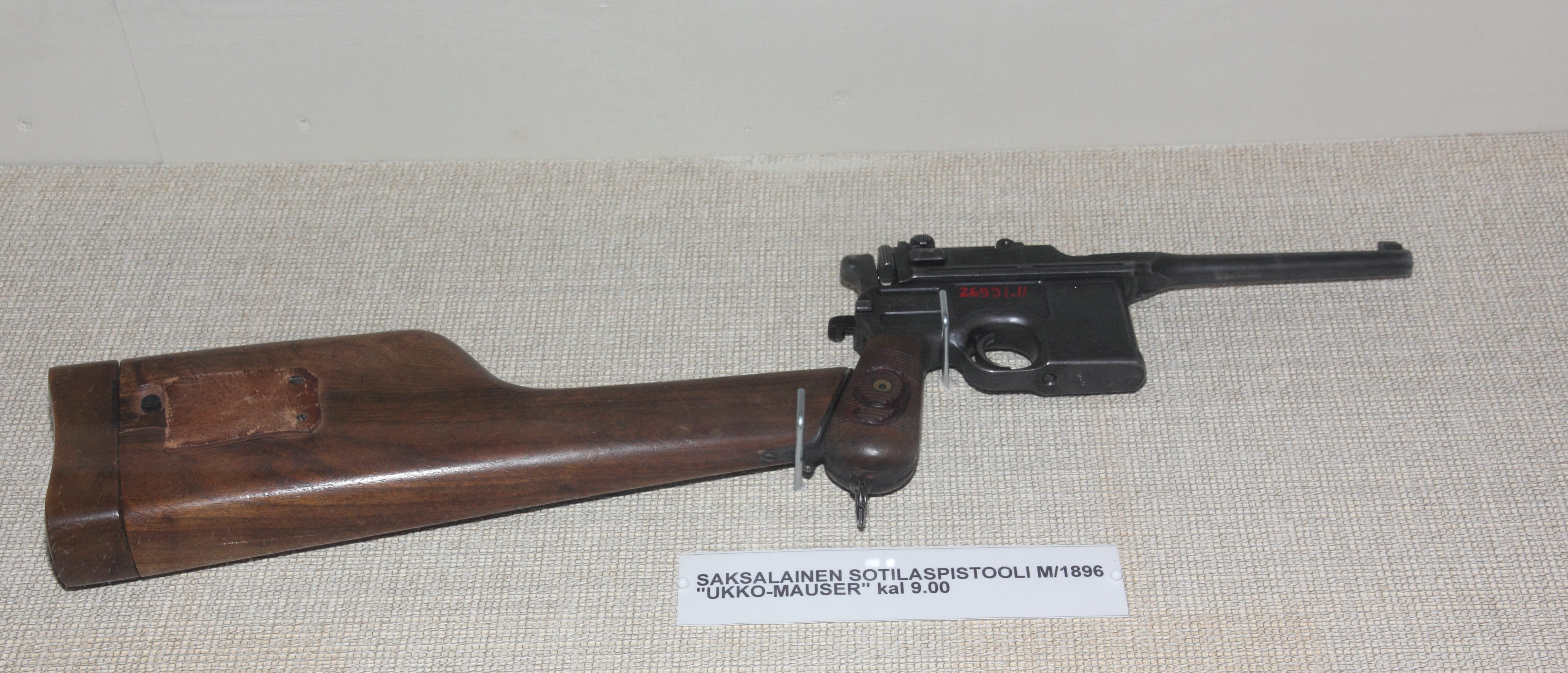
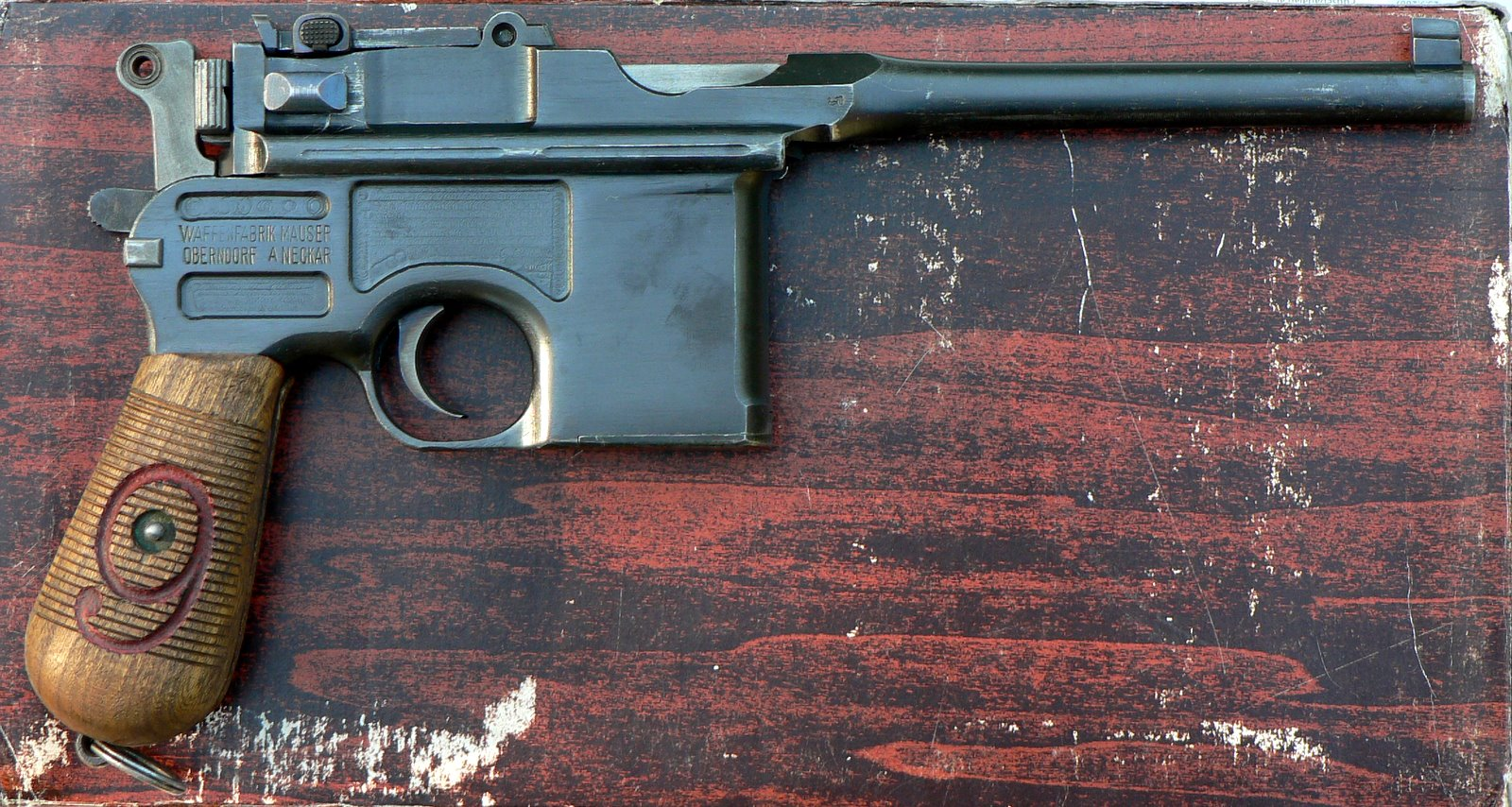
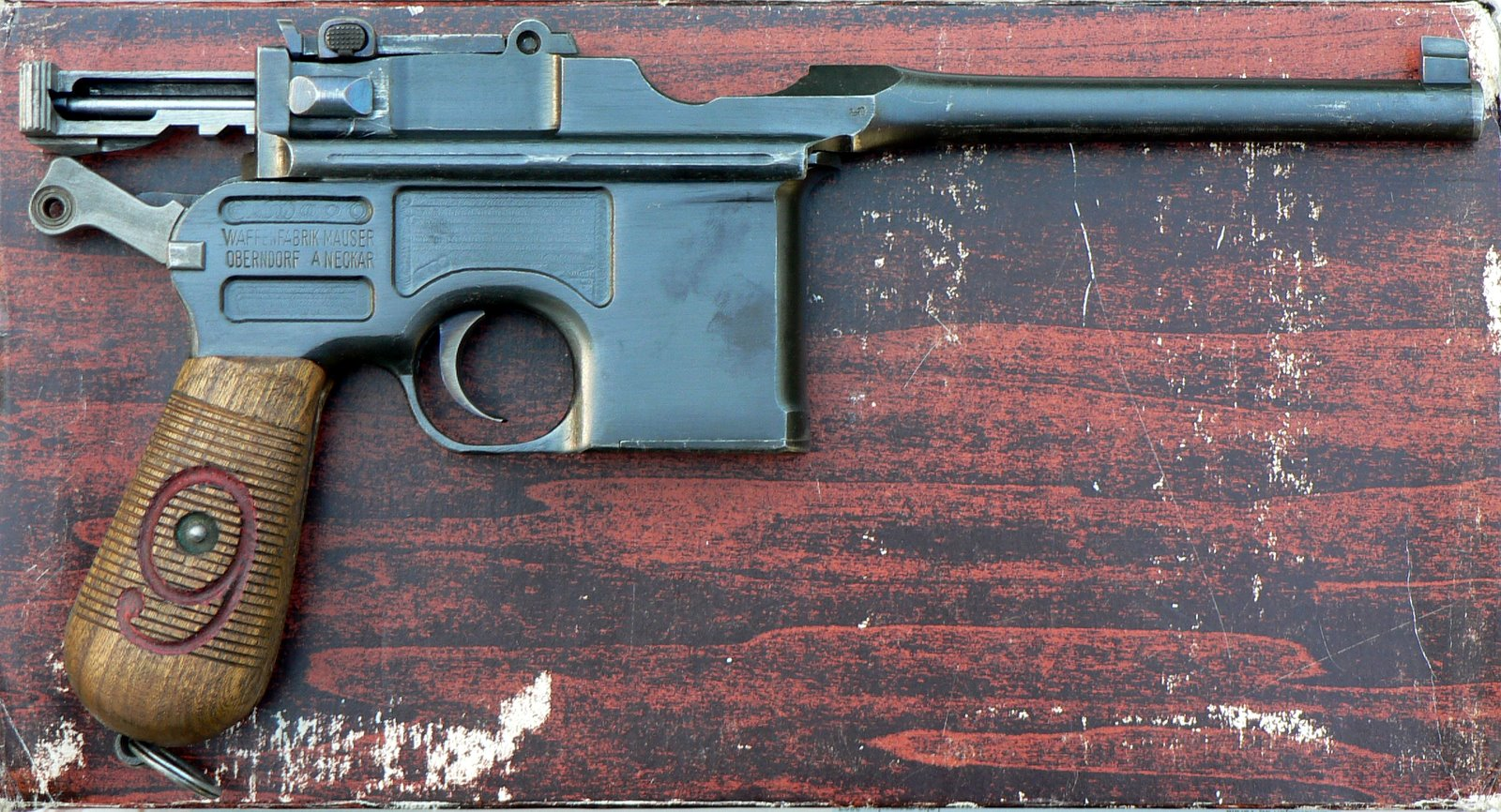